# サモンナイト4
『サモンナイト4』（Summon Night4）は、バンプレスト（後のバンダイナムコエンターテインメント）より2006年11月30日に発売されたPlayStation 2用シミュレーションRPG。

## 概要
サモンナイトシリーズの本編第4作。2005年12月に発売された飯塚武史サモンナイト画集にて主人公の姿が初公表され、2006年6月に公式サイト他で新情報が解禁された。オープニング製作は『サモンナイト2』以来となるProduction I.Gが手がけた。2012年11月15日にはPlayStation Portable版が発売された。
本編シリーズで初めてカルマエンドが存在しない（いわゆるバッドエンドのこと。ただしカルマエンド含めイベント発生の有無に関わるパラメータ「カルマ値」は本作でも存在する）。また番外編も無いが、その代わりとして過去作のキャラクターが本編中に登場する。
PS2版の予約特典は設定資料集「SN4 オフィシャルビジュアルブック」。

## ゲームシステム
基本的には前作『サモンナイト3』とさほど変わらないが、バトルパートでは戦闘中にも会話が発生したり（キャラクターのボイスは無し）、ある程度敵を倒すとマップの一部が追加されたりと細部の変更がなされている。ブレイブクリアを達成するための手段は前作に比べ戦略性が増し難しくなっている。
本作のクラスチェンジは1作目と同様レベル式になっており、またクラスチェンジレベルで選択した技能によってクラスやその後修得する技能などが変化する。
今回は主人公が宿屋を経営している設定のため、後述の料理や宿の評価などのシステムが存在する。

### 本作独自のシステム
この中のいくつかはPSP版『サモンナイト3』にも引き継がれている。
サポート能力
特定ユニットが補助的な立場でバトルに加わり、自軍ユニットの援護をする能力。召喚術の消費MP減少や状態異常の付加・回復、敵の攻撃の妨害など、ユニットごとに固有の能力を持っている。ただし、敵ユニットにも同様にサポート能力をもつ者がいるので注意。
料理
手に入れた食材で様々な料理を作ることが可能。ただし、レシピはミニゲームをクリアしたり、たくさんの料理を作らないと手に入らないことが多い。料理には大きく分けて戦闘時に使用するものと召喚獣に与えるものの2種類がある。
- 戦闘時に使用できるものはブレイブクリアの条件である回復アイテムの使用個数にカウントされないが、1人に使用できる数は1つの戦闘で2個までなので注意。
- 召喚獣に与えられるものは前作と違いほぼ全ての召喚獣に与えることができる。料理を与えることで召喚魔法がパワーアップするが、消費MPも上がってしまうことが殆ど。なお、PSP版ではユニット召喚獣にしか与えられない。

お気に入りの誓い
シャオメイの店のサービスの一つで、各キャラクターに一つだけお気に入りの召喚獣を設定できる。お気に入りに設定された召喚獣は召喚ランクが1つ下がったり、消費MPが減少したり、お気に入り専用の召喚魔法が使用可能になる。お気に入りの設定と変更にはアイテムの「粋蜜糖」が必要（解除には必要ない）。また一部の召喚獣はお気に入りに設定できない。
なお、PSP版では召喚ランクの低下と消費MP減少の効果は廃止された。
人生やりなおし（レベルドレイン）
シャオメイの店のサービスの一つで、キャラクターや召喚獣のレベルを下げることができる。ただし、利用するには粋蜜糖が必要。レベルを上げすぎてブレイブクリアの条件を上回ってしまった時や育成をやり直したい時などに重宝する。一部のキャラクターは最初から第2クラスで仲間になるので、別のクラスにクラスチェンジさせたい場合はレベルドレインさせる必要がある。
ミュランスの星
主人公の宿屋を評価するシステム。ミュランスの「星」というだけあって、評価は客から投票される星で判定される。宿屋の評価が高いと貴重なアイテムがもらえるなどの恩恵が得られる。
評価を高めるためには、主に以下の3つが重要になる。
- 仲間から宿に関する提案を聞く。提案を受け入れない方が受け入れた時より評価が上がることが多いが、仲間の好感度が上がらなかったり、特定のレシピを手に入れることができなくなる。
- グルメじいさんから出される課題で正解する。正解以外の料理でも少しだけ評価の星がもらえることがある。
- ミニゲーム「てきぱきキッチン〜今日も食堂は大忙し〜」をクリアし、レベルを上げる（2レベル上がるごとに星が一つもらえる）。

ヒトカタの符(PS2版のみ)
一定の条件を満たすと、無限界廊でのみ過去作のキャラクターを使用できる。

### PSP版から導入されたシステム
これらはセーブデータ引継ぎを除き前作PSP版『サモンナイト3』にも導入されている。
サモンアシスト
召喚魔法の威力・効果を上昇させたり、召喚ランクを下げたりできる。PS2版の協力召喚はサモンアシストに合わせる形で仕様変更された。なお、協力召喚とは違いアシスト参加者はMPを消費する。
傀儡召来
PS2版のヒトカタの符のキャラクターや、本来は自軍で使用できない敵キャラクター（後述のクラウレを含む）を使用可能にする。使用可能にするにはブレイブメダルが必要。
セーブデータ引継ぎ
PSP版『サモンナイト3』のシステムデータがあると、『サモンナイト3』の召喚獣が使用可能になる。また、傀儡ユニットに『サモンナイト3』と一部の『サモンナイト2』に登場するキャラクターが追加される。

### ミニゲーム
前作同様、5種類のミニゲームが楽しめる。
ガチンコ☆トレーニング!
『サモンナイト2』の「からくり！拳法道場」や『サモンナイト3』の「こらっ！モグラだらけのイモ畑！」の改良版ともいえるミニゲーム。4方向に出現するターゲットを素早く攻撃する。木の棒や薪木は矢印キーによる弱攻撃で破壊できるが、ブロックはL1もしくはR1キーを押しながら矢印キーを押すか、○△×□のボタンを押すことでできる強攻撃で攻撃する必要がある（逆に対処（ブロックに弱攻撃、または木の棒や薪木に強攻撃）すると得点はもらえない）。このゲームではこの3つの破壊物の他にも破壊できない金庫や、攻撃すると減点となるゴレム（召喚獣）がある。なお、100点を取っても無駄なキー操作をすればパーフェクトにならない。
狙え！大物！！はりきりフィッシング！！
シリーズ定番の釣りのミニゲームで、内容的には前作とほとんど変わりがない。餌についてはフリーバトルやミニゲームなどで手に入る。今回は魚がヒットした時に、○×△□の4つのボタン以外に左スティックを回すことでも操作が可能になった（当然ボタンとスティックを同時に使用可能）。
話が進むと巨大魚の存在を確認できる大きなウロコが釣れ、今度は巨大魚を釣ることができるようになる。
めざせ！満開！！ガーデンパズル
倉庫番のようなパズルゲームで、今回新規参入されたミニゲーム。倉庫番との違いは一度動かすと障害物があるところまで止まらないという点。このゲームでは蝶を通過させて閉じている花を全て咲かせることが目的で、花の種類は2種類存在する。ステージは全部で35ステージ。
PSP版はフィールドの縮小・黄色い花の撤廃と簡略化され、ステージ数も25に減少している。
赤い花
蝶が一度通過すると開く花。再び蝶が通過しても開いたままである。
黄色い花(PS2版のみ)
蝶が通過するたびに開いたり、閉じたりする花。ステージ20以降に出現。
てきぱきキッチン〜今日も食堂は大忙し〜
客の注文を制限時間内に覚え、配膳するミニゲーム。クリアすれば、アイテムやレシピ、「星」などがもらえる。
『サモンナイト2』の「ケーキ屋さんでアルバイト」の改良版でレベルの概念が追加された。レベルごとに注文される品の種類や個数も異なっている。
解答時間には制限がないため、覚えきれなければメモを取るか、デジタルカメラやカメラ機能付き携帯電話などでゲーム画面を撮影し、ゆっくり解答するという手段もある。
レベルは30まであり、特定のレベルには一部のキャラクターが登場することもある。
シャオメイのスクラッチカード
『サモンナイト2』の「メイメイさんのスクラッチカード」とほぼ同様。好きなところを3箇所削り、同じマークが2つ出れば当たり。太陽のマークだと1等、星のマークは2等、月のマークは3等となる。一応決まったパターンはあるが運の要素が強い。『サモンナイト2』ではハズレのときには何ももらえなかったが、本作ではハズレでも釣りの餌がもらえるようになっている。

## ストーリー
リィンバウム全土を震撼させた「傀儡（かいらい）戦争」から約5、6年が経った。三大国の一つである帝国の北部山岳地帯に、宿場町トレイユという小さな町があった。
町外れにある宿屋兼食堂「忘れじの面影亭」で一人雇われ店主をしている主人公の夢は、「平凡でまっとうな暮らし」をすることだった。生まれて間もなく母を亡くし、幼くして父や双子の妹とも生き別れになってしまった主人公は、平穏な人生こそが望ましい生き方だと固く信じていたのである。自分一人だけを置き去りにして、旅に出たまま一度も家に帰ってこない父を反面教師として。忙しいながらも、幼なじみたちや町の人々に支えられ、主人公は充実した日々を送っていた。
そんなある日、幼なじみのブロンクス姉弟に誘われて遠出した主人公は、町の郊外にある小高い丘に虹色の流れ星が落ちるのを目撃する。丘に落ちていた虹色の卵から生まれた竜の子は、たまたまその場に居合わせた主人公を親と思い込み懐いてしまう。生まれたばかりの竜の子を見捨てることもできず、主人公たちはやむなく町に連れ帰ろうとするが、竜の子を狙う謎の集団に襲われてしまう。
それを契機として、竜の子に仕える「御使い」という者たちや、「姫」と呼ばれる少女を頂点とした3つの軍団が主人公たちの前に現れ、忙しくも平穏だった日常はあっけなく崩壊してしまった。竜の子の親代わりとして、謎の集団の襲撃に対応するだけだった主人公は、知らないうちに召喚師と召喚獣の関係をめぐる大きな戦いの渦に巻き込まれていく。それは召喚術成立の真実やこの世界の理のみならず、自分自身の出自にも大きく関わるものだった。

## 登場キャラクター

### 主人公
宿場町トレイユの町外れにある宿屋兼食堂「忘れじの面影亭」の雇われ店主。父は双子の妹を連れてふらりと旅に出たまま行方が分からなくなったらしく、彼を反面教師に普通で平穏な暮らしを望むようになり、よくその事を口にしている。年齢は本編シリーズ内最年少の15歳。名称変更可（ただし変更した場合、名前で呼んでもらえなくなる）。
幻獣界・メイトルパの古き妖精であるメリアージュと、「名も無き世界」の人間であるケンタロウとの間に生まれた響界種（アロザイド）で、腕輪はその力を抑えるために母が着けたもの。父が召喚獣とは知らされずに育っているため、劇中の間彼の事をずっと「リィンバウムの何処かにある遠い国から渡って来た旅人」と認識したままでいる。
妹想いの優しい面倒見の良い性格なのだが、父であるケンタロウによって一人取り残された（と思い込んでいる）ことから父を酷く嫌悪し（クソオヤジと呼ぶこともしばしば）、同時に誰かを見捨てたり放置したりすることに強烈な抵抗を持つようにもなった。育った環境ゆえにしっかりしているように見えるが、母が恋しい時もある（そして父への嫌悪も愛情の裏返しである）子供らしい部分も十分に残っている。
腕輪の加護によって、戦闘中に一度だけ戦闘不能を免れることができる（ただしブレイブクリアやカルマ値には影響する）。母の出身から、初めから幻獣界の召喚術への耐性を持っており、また幻獣界の召喚術のランクも上がりやすい（腕輪の封印を解放した時は耐性が大きくなる）。また父の出身の影響からか5つの世界の召喚術を一通り扱える。ただし前作までの主人公と違い、成長タイプに関わらずどの召喚術のランクもSランクにならず（なおPSP版では自軍ユニットの召喚術のランクはSに到達しない）、誓約の儀式ができない。必殺技は竜の子との協力技“召竜連撃”。
ライ
声 - 泰勇気（ドラマCD、サモンナイト6）
男性主人公。実年齢よりも大人びた考えを持つが正直で真っ直ぐな性格であるゆえ、納得できないことには敢然と立ち向かう。
クラスチェンジ次第で銃を装備できるようになる。
フェア
声 - 東城日沙子（サモンナイト6）
女性主人公。しっかり者で他人から頼られることが多く、それゆえ普通の女の子として扱ってもらえないことが悩みの種。
クラスチェンジ次第で弓を装備できるようになる。

### 竜の子
流星として落ちてきた虹色の卵から生まれた竜の子。最初に卵を見つけた主人公を親だと思い懐いてしまう。人間体に変身でき、御使いたちが持つ先代の守護竜の遺産を継承することで成長していく。
ゲーム中の選択肢でどの竜の子になるかが決まる。
リューム
声 - 田村ゆかり
青色の竜の子。好奇心旺盛でわんぱくな男の子。少し生意気で乱暴な言葉遣いをする。主人公のことを「保護者」と呼んで付け上がるが、根は真面目。
戦士タイプのユニットで、クラスチェンジ次第で槍を装備できるようになる。
ミルリーフ
声 - 野川さくら
ピンク色の竜の子。甘えん坊でちょっと泣き虫な女の子。主人公を「パパ(ママ)」と呼んで甘える。
召喚師タイプのユニットで、クラスチェンジ次第で杖を装備できるようになる。
コーラル
声 - 岩男潤子
緑色の竜の子。中性的な姿をしており、寡黙で人を寄せ付けない雰囲気を持っている。語尾に「かと」を付ける事が多い。しょうゆ煎餅や緑茶を好むなど渋好みである。
上の2人の中間的な能力を持ち、クラスチェンジ次第で爪を装備できるようになる。また性別が不明なので、装備や一部の協力召喚で性別の制限を受けない。

### ブロンクス家
町の名士でもある金の派閥の召喚師・ブロンクス家の人々。
リシェル・ブロンクス
声 - 松岡由貴
主人公の幼なじみ。町の名士でもある金の派閥の召喚師、テイラー・ブロンクスの娘でルシアンの姉。
性格は負けず嫌いで活動的。トラブルメーカーでもあり、よく主人公やルシアンを巻き込む。父と同じく機界の召喚師ではあるが、まだ派閥には属していない。父のことを「金儲けのことしか考えていない」と反発しているが、エンディングではルシアンが自分の夢を見つけたことで家督を継ぐ決意をした。
クラスチェンジ次第で銃を装備できるようになる。
ルシアン・ブロンクス
声 - 小林沙苗
リシェルの弟で主人公の幼なじみ。真面目でおとなしい性格の少年で、行動的な姉のフォローをすることが多い。主人公を慕っている。
姉とは違い召喚術の素質がなかったため、代わりに剣術を習っており軍学校に進学して立派な上級軍人になろうとしている。後に「自由騎士」を目指す同年代のアルバと出会い、彼に触発されたのか「自由騎士」を志すようになった。同じ属性のせいかリビエルと仲が良いようで、ドラマCDでは彼女から好意を寄せられている。
広い移動範囲と横斬りを駆使する遊撃タイプ。その反面防御力が低く打たれ弱い。クラスチェンジ次第で大剣を装備できたり、杖を装備した召喚師タイプとしても扱える。必殺技は剣による鋭い連撃“ムーン・アルクス”。
テイラー・ブロンクス
声 - 清川元夢
金の派閥に所属している機界の召喚師で、リシェルとルシアンの父。主人公が店主を務める「宿屋・忘れじの面影亭」のオーナーでもある。
過去の出来事から主人公の父であるケンタロウを嫌っており、それゆえ彼の子供である主人公にもやや辛く当たることがある。本編終盤でケンタロウと再会した際はどちらかと言うとケンカ友達のような態度を見せている。主人公の母であるメリアージュとは旧知の仲で、今でも彼女に縁がある場所に花を供えている。ちなみにメリアージュとは子供の頃からの知り合いで、その出会いをドラマCDで暴露されている。常に利益を優先して考えるところをリシェルに嫌われてはいるが、ケンタロウから頼まれたポムニットに事情を知りつつも子供たちの世話を任せ、主人公が宿屋の経営で良い結果を出した時は偏見にとらわれずに正当に評価し、それに見合った報酬を与えるなど、公平で誠実な一面もある。
ポムニット
声 - 後藤邑子
ブロンクス家に雇われているメイド。リシェルとルシアンの教育係で、リシェルの奔放な行動には手を焼いている。
他人の恋愛話にはかなりの興味を示し、すぐに首を突っ込んだりするところもある。ドラマCDでは主人公（ライ）に想いを寄せている姿が描写され、他の面子を出し抜こうとするなど、どことなく腹黒くなっている。
霊界サプレスの悪魔とリィンバウムの人間の間に生まれた響界種で、他人の生命力を吸収する能力を持っている。その能力のせいで迫害された過去を持ち、力を暴走させてしまった結果母を死なせてしまっている。
初期はサポート専用だが、一定の条件を満たすと戦列に加わる。クラスチェンジ次第で大剣や斧を装備できるようになる。必殺技は地面を殴って衝撃波を発生する“メイドクライシス”。しかし、仲間にならないとギアンの仲間として2回戦うことになる。
PSP版では半魔状態への変身能力が追加され、その際に物理攻撃・防御力と魔法攻撃・防御力が入れ替わるため、状況に応じた運用が可能。

### 町の住人
グラッド
声 - 高橋広樹
宿場町トレイユに駐在する帝国軍陸戦隊の軍人。
気さくで面倒見が良い「気のいいあんちゃん」的な性格の持ち主で、主人公やブロンクス姉弟からは実の兄のように慕われている。ミントに惚れており、本人は隠しているつもりだが彼女を前にするとあからさまに動揺することも多いため、ミントを除く周囲の人々には完全にばれてしまっている模様。傀儡戦争に参加した経験がある。傀儡戦争で武勲を上げ帝国初の女将軍となったアズリア・レヴィノスに憧れており、彼女が指揮する部隊「紫電」に入隊することが夢。主人公と同年代の妹がいるらしい。
槍の使い手であり、クラスチェンジ次第で大剣や斧を装備できるようになったり、ある程度召喚術も扱えるようになる。必殺技は素早い槍の連続突きで攻撃する“我流・紫電槍”。
ミント・ジュレップ
声 - 高野直子
町外れの一軒家で暮らしている蒼の派閥の幻獣界の召喚師。
おっとりとした性格で、主人公やブロンクス姉弟のお姉さん的存在。ミモザ・ロランジュの後輩にあたる。第2作の主人公やネスティの先輩でもあり、お互い面識がある。セクターに密かな好意を寄せている。
主な研究分野は異界の植物。研究の一端として自宅の菜園で野菜を栽培しており、主人公が経営する宿屋やセクターの私塾にそれらを卸している。
ユニットとしては純粋な召喚師タイプである。必殺技は杖の一突きで相手を麻痺状態にする“ロッドスタナー”。
オヤカタ
声 - 矢部雅史
ミントと共に暮らしている護衛獣。テテと同じ種族。ミントの菜園の見張り番を務めている。
鳴き声（会話）は「ムイムイ」（とその組み合わせ）であり、主であるミントとは一定の意思疎通が可能である。
ユニットとして召喚すると同種のテテよりも高性能である。
セクター
声 - 楠大典
主人公、ブロンクス姉弟が通っていた私塾の先生。足が不自由らしく、日常生活に支障をきたしている。
以前は帝国軍の諜報員で、とある任務で瀕死の重傷を負った際に、当時軍の科学者であったゲックに「融機強化兵」に改造された。それによってゲックを恨むようになる。
移動以外の行動をするまで攻撃を受けない「偏光迷彩・動」や一度だけ戦闘不能を回避する「偏光迷彩・静」を持ち、高い機動力と短剣による横斬りを持っているため、歴代シリーズに登場する「シノビ」と同じ運用が可能。更に防具が装甲であるため高い物理防御力を持ち、前線でも活躍できる。また、クラスチェンジ次第でドリル・刀・剣を装備できるようになる。必殺技は爆弾による小範囲攻撃の“セクターボム”と、急降下で蹴りを浴びせる“セクターキック”の二種類。
シャオメイ
声 - 斎藤千和
裏通りにある「シャオメイのお店」の幼い店主で占い師。主人公を「お兄様」「お姉様」と呼ぶ。
竜の子の正体を一目で見抜くなど、時折全てを見透かしたような態度を見せる。「粋蜜糖」という飴を占いなどの代金として要求する。
その正体は何らかの原因で魔力を消耗したメイメイである。この姿になったことで無限界廊の結界の強度が弱くなり、それが原因である事件が発生する。
グルメじいさん
声 - 政宗一成
食にうるさい謎の老人。料理の腕も達人級。主人公に料理のテーマに沿った課題を出す。
この呼び名は本名ではなく、主人公が使った「グルメ」という言葉を気に入って、本人が名乗った名前である。
その正体は帝国でも有名な「ミュランスの星」を作ったミュランス本人である。

### 御使い
竜の子に仕えている存在。虹色の流星として落ちてきた卵を追って、トレイユの町にやって来る。
リビエル
声 - 佐藤利奈
霊界サプレス出身の天使。語尾に「ですわ」を付けるなどのお嬢様口調で喋る。
知識の天使を自称するが、まだまだ見習い。理屈っぽくうんちくを語るのが好きで、比喩を用いた皮肉をよく言う。見た目は少女だが、かなりの年月を生きているらしい。プリンなどの甘いものに目がない。おでこが出ているためミリネージからは「デコ天使」と呼ばれている。
本編やドラマCDではルシアンに好意を持っているようであり（ゲーム本編がマルチエンドのため、ライについても言及されている）、自身の発育が周囲に比べて遅れている事にコンプレックスを抱いている模様。
霊界の召喚術の使い手であり、召喚術に頼らない回復手段を覚えるため回復役としても活躍可能。また、クラスチェンジ次第で弓を装備できるようになる。PSP版では魔法攻撃力を物理攻撃力に変換して攻撃する「マジックアタック」が追加されたため、高威力の遠距離攻撃を行なう事が可能。
セイロン
声 - 三木眞一郎
鬼妖界シルターンから来た龍人族の青年。ストラ（気功のようなもの）と格闘術の使い手で、蹴り技は大岩をも砕くほどの威力を持つ。
高貴な出自ゆえに尊大な態度をとることがあるが、本来は義理人情に厚い熱血漢。責任感も強く、御使いとしての使命に縛られた言動を取ることもあるが、基本は気さくで親しみやすい青年である。常識人でもありリビエルやアロエリを窘める時も多い。薬や料理の知識も豊富で、中でもシルターン独自の漢方を用いた薬膳料理が得意。
御使いの中でも多才であり、クラスチェンジ次第で戦士としても召喚師としても運用できる。なお、鬼妖界の召喚師の中では数少ない杖を装備できるキャラクター（他は歴代主人公とオルドレイク）。必殺技は四方八方から蹴りの嵐を浴びせ、最後に怪鳥音と共に強烈な飛び蹴りを放つ“吼龍連舞撃”。
アロエリ
声 - 浅川悠
幻獣界メイトルパの有翼の亜人・セルファン族の女戦士。インディアンを思わせる姿をした弓使い。
「戦士として生きると決めた時から女である事を捨てた」と本人は語り、男っぽい性格で一人称は「オレ」だが、本来は「私」であり言葉遣いも女性らしい喋り方。口調については兄であるクラウレの言い付けらしい。生真面目であるゆえに思い込みが激しく、自他共に厳しい。自分たちの祖先の過去から、主人公をはじめとした人間たちを嫌っており、時には周囲とぶつかりあう事もあるが、根は優しい。また主人公たちと触れ合うたびに精神的にも成長していく。
本作では数少ない弓の使い手だが、クラスチェンジ次第で槍や短剣を装備できるようになる。必殺技は空中へ飛び、矢の連射を小範囲に浴びせる“天陣弓”。
クラウレ
声 - 三宅健太
幻獣界メイトルパの亜人・セルファン族の戦士。アロエリの兄で御使いたちのリーダー。
セルファン族では右に出る者がいないと言われる槍使い。己を律し、常に大局を考える冷静さと強い責任感を併せ持つ。反面それがたたって一人思い悩んだり、溜め込んでしまうところがある。ギアンの考えに共感し、他の御使いたちを裏切ってギアン側に付いた。
一定の条件を満たすと仲間になる（ただし戦いには参加せずにサポート専用）。PSP版では傀儡ユニットとして使用可能。
必殺技は空中から渾身の力を込めて槍を投擲する“天破槍”。

### 町への来訪者
シンゲン
声 - 子安武人
鬼妖界・シルターン出身の風来坊。三味線を弾く自称吟遊詩人。
三味線と剣術の腕前はかなりのものだが、非常に音痴。故郷であるシルターンに未練はないが、白いご飯だけは忘れられず、ご飯目的で主人公の宿屋に居候する。陽気な言動を取っているが、クラウレの裏切りをいち早く察し竜の子を守るなど切れ者の一面も見せる。
高い機動力と横斬りを駆使する遊撃タイプのキャラクター。クラスチェンジ次第で剣や投具を装備できるようになる。必殺技は神速の斬撃を与える“居合い斬り”と、遠距離からの居合い技“居合い斬り・震”。
アカネ
声 - 天神有海
国境を越えて町にやって来た、自称「薬売りのお姉さん」または「せくしぃくのいち」。
主人公の前にたびたび現れ、とんでもなく高価な薬を売りつけてくる。師匠から渡された薬を全て売り切らないと帰れないらしい。第1作と第2作にも登場する。逃げ足の速さとそそっかしさは今作でも健在。
刀による横斬りと投具による遠距離攻撃を駆使する遊撃タイプ。シノビらしく高い機動力を持ち、移動以外の行動をするまで攻撃を受けない「隠密」や高低差を無視して移動する「サルトビの術」を使用可能。必殺技は分身して投具を放つ“忍法・残影針”。
カサス
声 - 福山潤
はぐれ召喚獣として迫害を受けてきた獣人の青年。片言で話すため喋りはぎこちないが、温厚で礼儀正しくとても心優しい性格。
元々は賭け試合のために召喚されこの世界にやってきた。そのため召喚呪詛の一種である「狂血の呪い」をかけられており、もはや解除できない域になっている。同じ境遇の幼い仲間たちの為に戦っていたが、仲間たちと共に闘技場を脱走し、エニシアと出会った。種族は不明であったが、PSP版での会話から「草原の覇者」の異名を持つリオネル族であることが示唆されている。

### 巡りの大樹（リィンバウム）自由騎士団
特定の国に属さず、人々の平穏を守るために「権力に縛られない自由の剣」を旗頭に剣を振るう騎士団。創設者（団長）はかつて聖王国の騎士だったシャムロック。本部は聖王都ゼラムにある。メインシナリオに登場するため、最終決戦直前で援軍に来てくれる旧作キャラクターの中では確実に登場する。
ルヴァイド
声 - 置鮎龍太郎
特務隊長。「黒騎士」の異名をもつ。任務の途中でトラブルに遭い、トレイユを訪れる。第2作に登場。
その圧倒的な強さと的確な指示や判断、寡黙ながら誠実で部下想いであるため、部下から寄せられる篤い信頼は今作でも健在である。
必殺技は大剣による連撃“鷹黒翼斬”。
イオス
声 - 小松由佳
特務隊副隊長。ルヴァイドに深い尊敬の念を抱き、行動を共にしている槍使いの青年。第2作に登場。
「2」の頃に見せていた未熟な一面は今作では見られない。生真面目すぎるゆえか部下（アルバなど）には厳しい。今作で幼い頃から帝国軍に通いつめて親衛隊になったエリートであることが発覚した。
必殺技は槍による一撃“雷光一閃”。
アルバ
声 - 小尾元政
騎士見習いとして修行を続ける少年剣士。任務の途中で仲間とはぐれ、深手を負っていたところを主人公一行に助けられる。第1作と第2作に登場。
かつて暮らしていた孤児たちのチーム「フラット」の仲間の背中を見て育ち、真っ直ぐな心を持つ騎士へと成長した。夢を叶えるための努力を惜しまないひたむきな性格で、常に前向き。また面倒見が良く真面目で責任感が強い。一人称は今も変わらず「おいら」。
武器は大剣。クラスチェンジ次第で斧・槍・剣を装備できるようになる。必殺技は大剣による一撃“ブレイブアタック”。

### 竜の子を狙う集団
ある計画の遂行の為に竜の子を狙っている謎の集団。竜の子を巡って、たびたび主人公や御使いたちと衝突する。
エニシア
声 - 水樹奈々
竜の子を狙う3つの軍団の頂点に立つ少女。なよやかで大人しい性格。「姫」と呼ばれており、そう呼ばれるに相応しい風格を漂わせている。
3つの軍団のリーダーは皆失いかけていた命をエニシアによって救われ、その恩を返すため彼女の家来になることを決めた者たちであり、そのため彼女に対する忠誠心は極めて篤い。
彼女も主人公同様、月光花シグマリアの妖精とリィンバウムの人間との間に生まれた響界種である。幼少の頃に自分と父の元から去った母と会うことを望んでいる。
PS2版ではサポート専用ユニットだったが、PSP版では傀儡ユニットとして使用可能であり、ステータスは低いが行動を終えた仲間を再び行動可能にするという能力を持つ。
ギアン・クラストフ
声 - 成田剣
無色の派閥の大家・「魔獣調教師」クラストフ家の若き当主。エニシアの下で三つの軍団を統括している参謀的存在。
今は廃れつつある「送還術」を使いこなし、召喚獣を強制的に元の世界へ還すことができる。一見、端整な顔立ちの落ち着いた口調で話す物腰柔らかな青年だが、その眼の奥は見る者を畏怖させる鋭い冷たさと、禍々しいほどの憎しみで満ちている。
彼も幽角獣の父と、それを召喚した召喚師の娘の間に生まれた響界種である。母方の祖父から父が母に乱暴を働いて生まれた忌まわしい子供だとして激しい虐待を受け、幽角獣の癒しの力で命こそ失わなかったものの心に深い闇を抱えてしまっている。本来は心優しい青年であるが祖父から受けた虐待によって歪んでおり、追い詰められると子供のように取り乱す場面も見られる。自分と母を捨てた父に復讐を果たすために幻獣界に行くことを望み、最終的に自身が至竜になるための儀式を執り行うも失敗し、世に害悪を与える堕竜へと変貌してしまう。
二周目以降は一定の条件を満たすことで、ギアンの出生と祖父からの虐待に関する真相が明らかになる。祖父が彼に伝えた父の情報は全くの嘘であり、本当は父と母は相思相愛の仲であったが、父を実験動物と認識していた祖父が激怒し彼を殺害した挙句、その息子であるギアンにも肉体的・精神的共に怒りをぶつけていた。また、ギアンが本来響界種としての力が発揮できない幼少期を生き延びられたのも、父が息子のために残した幽角獣の角が彼を守っていたからであった。
PSP版では傀儡ユニットとして使用可能で、相手の召喚術を無効化する「送還術」とHPとMPが自動回復する「幽角獣の癒し」を持つ。しかし、杖を装備できないため他の召喚師に比べて魔法攻撃力は劣る。戦闘会話ではエニシアに対して過保護になっている様子が見られる。

#### 剣の軍団
屈強な剣士や騎士たちで編成された軍団。
レンドラー
声 - 石塚運昇
剣の軍団を率いる誇り高き武人。真っ向勝負を信条とし、姑息な策略を嫌う。仲間たちからは「将軍」と呼ばれている。
以前ラウスブルグに攻め入った際に邪魔をされたという理由で、主人公の父であるケンタロウを恨んでいる。
元々は旧王国の騎士。無茶な作戦に投入させられた挙句見捨てられ、部下とともに野垂れ死に寸前だったところをエニシアに命を救われた。
必殺技は大斧を旋回させ、その勢いを駆って渾身の一撃を相手に与える“爆斧・撃滅炎衝破”。
PSP版ではクリア後に傀儡ユニットとして使用可能。

#### 鋼の軍団
機械兵士や機械人形で編成された軍団。
ゲック・ドワイト
声 - 内海賢二
鋼の軍団を率いる老齢の機界の召喚師。部下からは「教授」と呼ばれている。
高等召喚術だけでなく、ロレイラルの科学にも精通している。自身の肉体に機械による延命措置を施しており、興奮すると呼吸不全に陥ることもある。少々横柄な言動を取るが、自らの手でスクラップから再生させた機械兵士たちを我が子のように慈しむ一面を持ち、無益な殺生を好まない。
以前は帝国の研究所に所属し、人間と召喚獣を融合させ、強力な人型兵器を作ることを目的とする「融機強化兵」の研究に没頭していたが、ふとしたはずみからその罪深さに気づく。贖罪のために、瀕死の重傷を負い実験台として運び込まれたセクターを融機強化兵に改造、そして本来なら封印・抹消される人格をたくみに覆い隠し、一定の時が来ればそれが戻るように細工した。その後研究所で起きた事故に紛れ脱走、死によって罪を償おうとしたところをエニシアに救われ、彼女の願いを叶えるべく働くことを決める。
PSP版ではクリア後に傀儡ユニットとして使用可能で、召喚師として同じ機界の召喚師であるリシェルを超える力を持つ。
ローレット
声 - 大原さやか
ゲックによって再生された機械人形三姉妹の長女。青色の長髪と眼鏡が特徴で、片腕に銃が内蔵されている。
三姉妹のまとめ役で、それゆえ少々口やかましいところがあり、妹や弟たちの任務への貢献度合を「花マル」もしくは「バッテン」の個数で評価する。
この三姉妹は本来は演劇用の機械人形である（グランバルドは思考回路のみ使用）。そのため他の機械人形と比べて感情表現が比較的豊か。またボディの構成パーツは頭部と装備武器以外は殆ど共通である。
PSP版では必殺技“プリズムシュート”が追加され、クリア後に傀儡ユニットとして使用可能。
アプセット
声 - 桑谷夏子
機械人形三姉妹の次女。緑色の髪をショートカットにしており、片腕にドリルが内蔵されている。
思考回路の相性のせいか、他の姉妹に比べると感情表現に乏しく喋り方も機械的で、四字熟語やことわざ、英語の接続詞（because、and など）を多用する。意外にも繊細かつ家庭的な特技の持ち主でもある。
PSP版では必殺技“ギガブレイク”が追加され、クリア後に傀儡ユニットとして使用可能。
ミリネージ
声 - 望月久代
機械人形三姉妹の三女。髪はピンク色のツインテールで、片腕に槍（正確には腕を伸ばしての手刀）が内蔵されている。
お調子者で、人を小馬鹿にした言動をとることが多い。一人称は「ミリィ」。
PSP版では必殺技“ボルテックランス”が追加され、クリア後に傀儡ユニットとして使用可能。
グランバルド
声 - 矢部雅史
ゲックによって再生された重砲撃型機械兵士。
思考回路に若干の破損があるらしく、巨大かつ重厚な見た目とは裏腹に、言動はかなり幼い。また、何事にも常に一生懸命に取り組む性格であるが、敵である主人公でさえも呆れてしまう程のドジであるため、何かしら失敗をやらかしては叱られてべそをかいている。ゲックの事を「お父さん」と呼んでいて、機械人形三姉妹の弟にあたる。
歴代シリーズに登場した機械兵士と同じく銃を装備し、高い物理攻撃・防御力を持つ。クラスチェンジ次第でドリルを装備できるようになる。必殺技は小範囲への砲撃“グランブラスター”。

#### 獣の軍団
獣人や魔獣で編成された軍団。
獣皇（じゅうおう）
獣の軍団を率いる巨大な獅子のような獣人。強靭な肉体と腕力で敵を圧倒する。その正体は「狂血の呪い」によって姿を変えたカサスである。
必殺技は本能のままに爪で周囲をなぎ払う“ブラッディクロウ”。
PSP版ではクリア後に傀儡ユニットとして使用可能。

### ケンタロウ一行
ケンタロウ・ダイバ
声 - 相沢正輝
主人公とエリカの父でメリアージュの夫。主人公とよく似た性格で無鉄砲。一人称は「オレ様」。
第1作の主人公、第2作のレナードや前作のゲンジと同じように「名も無き世界」から召喚されてきた。「名も無き世界」では板前の修行をしていたらしい。メリアージュの加護が宿った「水鏡の魔剣」を巧みに振るい、ビーム砲の集中砲火をぶった斬るなど、出鱈目な強さの持ち主。
主人公には毛嫌いされているが、生きていくために必要な最低限の技術（料理や道徳、戦闘訓練）は伝えており、主人公を置いていったのも彼なりに信頼したがゆえの行動である。「グルメ」「ヒーロー」などの「名も無き世界」の語彙を主人公に吹き込んだのも彼である。本編ではトレイユの危機に駆け付け、テイラーと再会するが主人公と顔を合わさずに去っている。二周目以降は一定の条件を満たすと主人公に水鏡の魔剣を貸し与える。
メリアージュ
声 - 井上喜久子
主人公とエリカの母でケンタロウの妻。
主人公たちを産んだ際に死んでしまったと思われていたが、とあるきっかけにより主人公と再会する。その正体は幻獣界の妖精。主人公とエリカに響界種の力が負担にならないように封印を施していた。本編終了後のドラマCDでは望月の泉を通して登場し、時折訪れる主人公と会話を行なっているらしい。
エリカ
声 - 真堂圭
主人公の双子の妹。生まれつき身体が弱く、治療のためにケンタロウと一緒に旅をしている。
服装は主人公とよく似ていて、首には主人公と同じデザインの輪を付けている。ナイア曰く、最近は母であるメリアージュに似てきているらしい。主人公と異なり父ケンタロウが「名も無き世界」の召喚獣という事実を認知している。
トライゼルド
声 - 藤本隆行
形式番号LD603XXX・強襲型可変機体。ケンタロウの相棒で高機動巡航機形態や人型近接戦形態などのシフトチェンジができる。
無鉄砲かつ破天荒なケンタロウにもついて行ける柔軟で的確な思考と性能の持ち主である。
ナイア・マイアーノ
声 - 日野由利加
ケンタロウたちと共に旅をする幻獣界の召喚師で、エリカの母親代わりのような人。テイラーとも顔見知りであり、ミントの家の前の住人だった。

### その他のキャラクター
ギムレ
声 - 白熊寛嗣
トレイユで起こっている召喚獣失踪事件の犯人。
バレン
声 - 澤田将考
ギムレの弟。幻獣界の召喚師でもある。

### ゲストキャラクター
過去作に登場したキャラクターたち。ゲストユニットや敵ユニットとして主人公たちの前に現れる。

#### サモンナイト
ガゼル
声 - 石塚堅
紡績都市サイジェントにある孤児たちのチーム「フラット」のサブリーダー。アルバ、フィズ、ラミの父親代わりの人物。幼なじみのリプレには頭が上がらない。
必殺技はナイフを構えて突撃する“ラータ・クエルノ”。
リプレ
声 - 田村ゆかり
フラットで家事全般を仕切る女性で、料理と裁縫の腕前はプロ級。アルバ、フィズ、ラミの母親代わりの人物。
フィズ
声 - 那須めぐみ
ラミの実姉で活発な性格。ラミが養子となることに不満を抱いている。幼い頃から一緒に暮らしてきたアルバには特別な想いがあるようである。
PSP版では必殺技“トリックエッジ”が追加された。
ラミ
声 - 黒河奈美
フィズの実妹で大人しい性格。召喚術の才能があり、召喚師の家系であるロランジュ家の養子となる。
また、アルバとの夜会話などで「誓約者」「エドス」「レイド」「モナティ」「ローカス」「エルジン」などの名前や、彼らを連想させるエピソードが語られている。

#### サモンナイト2
ユエル
声 - 鉄砲塚葉子
メイトルパの亜人・オルフル族の少女。
聖王国にある召喚獣たちの村に来る看護師を迎えに来たが、彼女の唯一の情報である写真を無くして探していたところ、主人公たちと出会う。
以前の性格そのままでありながら、過去に起きた出来事から一般常識を身に付けている。また、悪人に騙されることも無くなった模様。
PSP版では必殺技“怒ったぞ！”が追加された。
メイメイ
声 - 小松由佳
謎多きへべれけ占い師。シルターンやエルゴの王に縁のある人物。一定の条件を満たすと出現し、傀儡ユニットとして使用可能になる。前作にも登場している。
PSP版では必殺技“酔龍火砲”が追加された。

#### サモンナイト3
スバル
声 - 小西克幸
帝国南方の小島「忘れられた島」出身の鬼人族の青年。人間との付き合い方を学ぶために、幼なじみのパナシェ、マルルゥと共に諸国漫遊の旅をしている。
過去の出来事や「3」の主人公の教育から、人間には善悪様々な側面があることを理解しており、快活な印象だけではない懐の深さを持っている。
必殺技は斧による一撃の“鬼神豪雷断”。
パナシェ
声 - 野田順子
幻獣界メイトルパの亜人・バウナス族の青年。スバル、マルルゥと共に旅をしている。
臆病だった子供の頃とは違い、理知的で落着いた物腰の青年となり、スバルのよき相棒・一行のまとめ役として奮闘している。
前作ではユニットとして参加できなかったが、本作では弓の名手として参戦。PSP版では必殺技“ピアースショット”が追加された。
マルルゥ
声 - 杉本沙織
幻獣界メイトルパ特産のルシャナの花から生まれた妖精。
スバルとパナシェにくっついてきたが（二人は来ないよう言ったが聞き入れなかったらしい）、途中でミントの菜園に引き寄せられ二人とはぐれてしまっていた。
妖精である彼女は歳を取らないのかスバルたちとは違って外見や性格はまるで変わっておらず、好奇心旺盛で心優しく愛くるしくもトラブルメーカーである。
耐性を持たない相手を必ず眠らせる「フローラルアロー」を今作でも使用可能。また、PSP版では「3」と比較すると最初から杖を装備可能で移動力も強化されている。
クノン
声 - 立野香菜子
機界ロレイラルの技術によって造られた看護医療用機械人形（フラーゼン）。
聖王国にある召喚獣の村に往診に行く途中、トレイユでその村からの迎えを待っている時に主人公たちと出会う。スバルたちと同じ島からやって来た（ただし今回は彼らとは別行動である）。機械であるため外見は変わらないが、前作では考えられない程に感情豊かになっており、恋愛小説を読むのが趣味。
PS2版では「3」で装備できなかったドリルを装備可能になり、PSP版ではドリル専用の必殺技“CSSピアース”が追加された。

#### サモンナイトエクステーゼ 夜明けの翼
無限界廊の最深層をクリアすると「エクステーゼ」の転生の塔に飛ばされ、白夜の面々と戦うことができる。PSP版では彼(彼女)らも傀儡ユニットとして使用可能になる。
ユヅキ
声 - 本田貴子
白夜のメンバーの一人。シルターンでは珍しい女性の侍。
突然、転生の塔に出現した主人公たちを疑って戦いを挑むが、後に和解。二種類の必殺技“抜刀術・紅桜花”“符令・封縛”をもつ。
リゼルド
声 - 楠大典
白夜のメンバーの一人。ロレイラルの機械兵士。
射撃と砲撃戦が得意。必殺技は射程無制限・障害物貫通の“リゼルドバスター”。傀儡ユニットで自軍として使う場合でも必殺技の性能はそのまま。
ピア
声 - 松岡由貴
白夜のメンバーの一人。純真なサプレスの天使の少女。
突然現れた主人公たちをあまり疑ってはいなかったが、白夜の使命によりしぶしぶ主人公たちと戦う。
オーレル
声 - 松野太紀
白夜のメンバーの一人。メイトルパの亜人・バウナス族の青年。
優れた頭脳の持ち主。少々気弱で主人公たちが現れた時に怯えていた。エクステーゼに登場したある召喚獣を行使してくる。
ルチル
声 - 中原麻衣
サプレスの悪魔商人。
主人公たちが白夜メンバーと戦うきっかけを作った張本人。とあるミニゲームにもムガと一緒に少しだけ顔を出している。シャオメイ、メイメイとも知り合い。
ムガ
声 - 松岡美佳
ルチルの使い魔。言葉は話せず、「ムガムガ」と鳴く。

## 主題歌
オープニングテーマ「NEVERLAND」
作詞・作曲・編曲 - 藤田千章 / 歌 - 松澤由美
エンディングテーマ「シアワセのタネ」
作詞・作曲・編曲 - 藤田千章 / 歌 - 加藤いづみ

## インターネットラジオ
『いつでも召喚!サモンナイト4』がアニメイトTVにて配信されていた。パーソナリティは高橋広樹、岩男潤子。